# غارنيك أداريان
غارنيك هوفسيبي أداريان (بالأرمينية:Գառնիկ Ադդարյան) (مواليد 1925 - وفيات 1986) كان شاعر وكاتب وشخصية عامة أرميني مغترب وهو عضو في اللجنة المركزية للحزب الشيوعي اللبناني منذ عام 1980. ولد في حلب وتوفي في بيروت.
تخرج من الكلية الفرنسية في حلب ثم انتقل إلى بيروت حيث تم تحرير صحف «إجر كراجانوتيان يف أرفسدي» و«أزكاين مشاغوت» وساهم في الدوريات العربية. كان مؤلف العديد من الكتب بما في ذلك الديوان الشعري «أبريم-مرنيم» (موت الحياة، 1968) والقصة «سيف يف غارمير» (الأسود والأحمر، 1979).
المدرسة رقم 133 في يريفان سميت باسمه.